# Craspedoma trochoideum
Craspedoma trochoideum es una especie de molusco gasterópodo de la familia Cyclophoridae en el orden de los Mesogastropoda.

## Distribución geográfica
Es endémica de Madeira.